# 12949 Milogrootjen
A 12949 Milogrootjen (ideiglenes jelöléssel (12949) 4290 T-1) egy kisbolygó a Naprendszerben. Cornelis Johannes van Houten, Ingrid van Houten-Groeneveld és Tom Gehrels fedezte fel 1971. március 26-án.

## Kapcsolódó szócikk
- Kisbolygók listája (12501–13000)